# پنچیتا
پنچیتا (به انگلیسی: Panchita) یک منطقهٔ مسکونی در هند است که در بنگال غربی واقع شده‌است. پنچیتا ۹۸٬۷۵۹ نفر جمعیت دارد.